# Bora Milutinović
Velibor "Bora" Milutinovic (serbiska: Велибор Бора Милутиновић), född 7 september 1944 i Bajina Bašta, är en serbisk fotbollstränare och före detta fotbollsspelare. 
Han är tillsammans med Carlos Alberto Parreira den enda tränaren att leda fem olika lag i Världsmästerskapet i fotboll: Mexiko 1986, Costa Rica 1990, USA 1994, Nigeria 1998 och Kina 2002. Han är också den första tränare att ta fyra lag till andra omgången i VM, vilket han gjorde med Mexiko, Costa Rica, USA och Nigeria. Han har även tränat flera andra landslag och samt flera olika klubbar.